# Аржењак Мали
Аржењак Мали је мало ненасељено острво у хрватском делу Јадранског мора.
Аржжењак Мали се налази у архипелагу Ластовњаци око 4,3 км североисточно од од острва Ластова. Површина острва износи 0,035 км². Дужина обалске линије је 0,79 км..